# (3728) IRAS
(3728) IRAS es un asteroide perteneciente al cinturón de asteroides, descubierto el 23 de agosto de 1983 por IRAS, Infrared Astronomical Satellite desde el Observatorio espacial IRAS, proyecto internacional.

## Designación y nombre
Designado provisionalmente como 1983 QF. Fue nombrado IRAS en honor al observatorio espacial desde el que fue descubierto.